# Hesperos (Heiliger)
Hesperos (auch: Exuperios; † 127 oder 137 in Attalia) war ein christlicher Märtyrer und Heiliger. Er erlitt das Martyrium gemeinsam mit seiner Frau Zoë und seinen Söhnen Kyriakos und Theodoulos.
Die Familie des Hesperos, der selbst Sklave eines heidnischen Herren war, stammte der entsprechenden Passio zufolge aus Phrygien. Ihr christliches Bekenntnis sei durch Übereifer der beiden Söhne ihrem Besitzer Caralus zu Ohren gekommen, der die Familie habe foltern lassen, da sie den Genuss des den römischen Göttern geopferten Weines und Fleisches verweigerten. Er habe die vier schließlich lebendig verbrennen lassen, wobei sie friedlich entschlafen seien, ohne dass das Feuer ihren Leibern etwas anhaben konnte. Als Jahr des Martyriums unter der Herrschaft des Kaisers Hadrian wird entweder 127 oder 137 angenommen.
Gedenktag der Märtyrer ist der 2. Mai.